# Caere

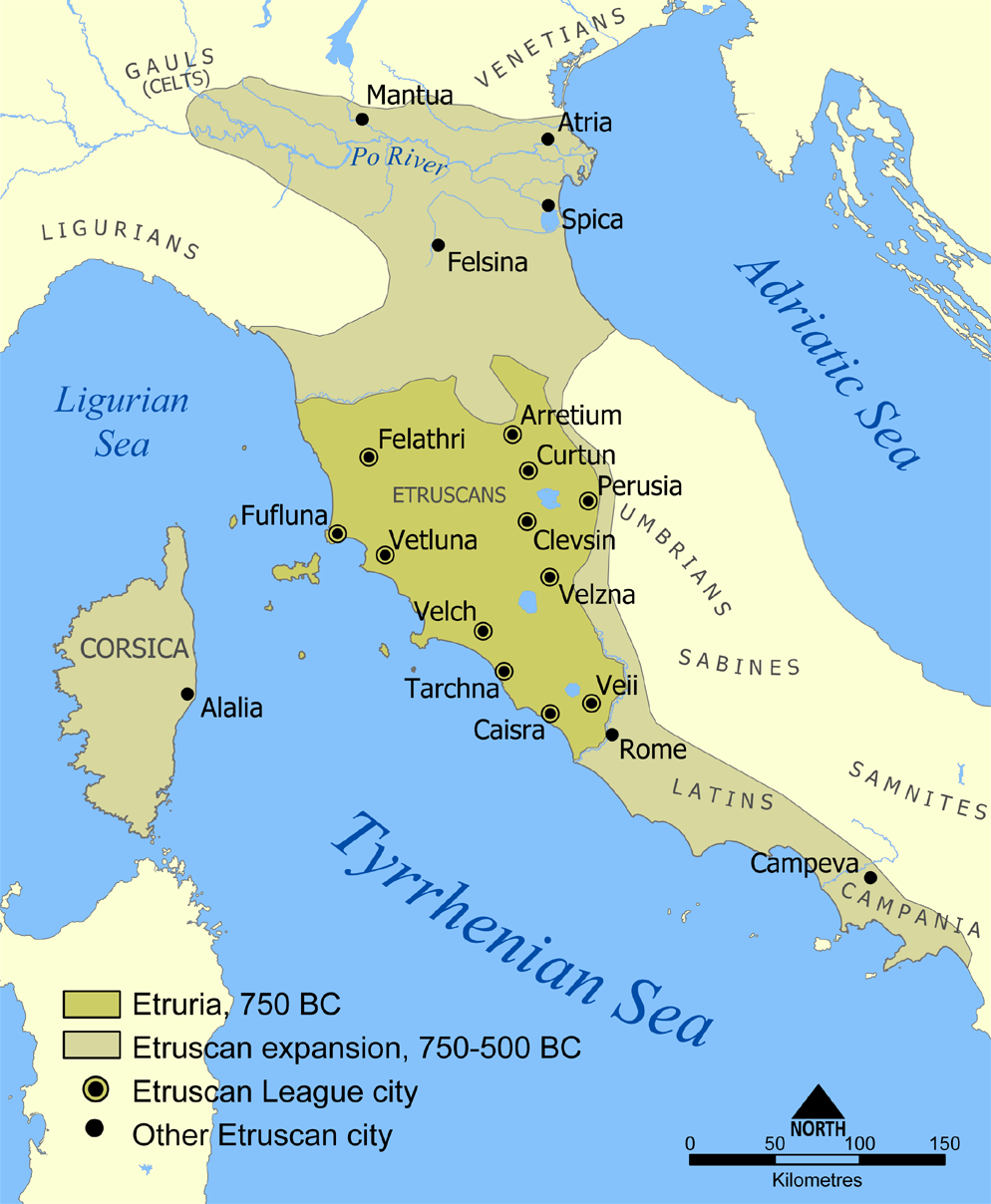
Etruské území v 8.-3. století př. n. l.

Caere (římský název) označuje zaniklé etruské město ve středoitalském regionu Lazio, původně ležící na jihu Etrurie, přibližně 50–60 km severozápadně od Říma. Dochovalo se jako rozsáhlá starověká etrusko-římská archeologická lokalita v sousedství současného italského města Cerveteri (latinsky Caere Vetus).

## Názvy
Etruskové své město označovali Cisra, Chaire nebo Chaisre, Řekové Agylla, Římané Caere a Italové Cerveteri.

## Poloha
Město bylo založeno v úrodné krajině, na plošině z vápencového tufu, ve výšce kolem 80 metrů nad Tyrhénským mořem. Obtékaly je řeky Mola a Manganello, které asi po 8 kilometrech ústily do moře. Oblast je světoznámá díky rozsáhlé archeologické lokalitě se třemi etruskými nekropolemi.

## Historie
Podle legendy zaznamenané dějepiscem Hérodotem založili sídlo při své invazi řečtí thesálští útočníci. Proti nim bojovali Tyrhénci (tj. Etruskové), kteří se spojili s Kartaginci v úspěšné bitvě proti Fókajcům v Sardinském moři (asi roku 535 př. n. l.). Navzdory svému spojenectví s Tarquinií získalo Caere v roce 353 př. n. l. za vojenskou pomoc proti Galům statut svobodného římského města s plnoprávnými občany (statut se latinsky označoval Civitas sine suffragio). Blahobyt města plynul z jeho úspěšného hospodářství, v němž byly důležité příjmy z rudných dolů v pohoří Tolfa. Koncem 3. století př. n. l. (roku 293 nebo 273) Římané potlačili vzpouru Etrusků a zbavili Caere nezávislosti. Strategicky důležitou polovinu jejího území podél pobřeží zabrali pro stavbu čtyř nových kolonií (Fregenae, Alsium, Pyrgi a Castrum Novum). Tak v římské císařské době došlo k úpadku někdejší etruské metropole na úroveň vesnice, jak popsal řecký historik a zeměpisec Strabón.

## Archeologická lokalita
Ze starověkého města je známo nejméně šest chrámů, z nichž dva byly vykopány: první takzvaný chrám Manganellona byl zjištěn na severním hřebenu lokality, druhý je chrám bohyně Héry, podle dochovaných malovaných nápisů jej navštěvovali řečtí obchodníci. První vykopávky se uskutečnily již v počátcích archeologie kolem poloviny 18. století a odhalily rozsáhlé římské budovy: divadlo, sloupový portikus a Augusteum (nyní zasypané). Některé úseky římských městských hradeb a staveb ze 4. století př. n. l. jsou dodnes patrné a volně přístupné. Zmapování uliční sítě města a dalších staveb probíhá pomocí geofyzikálních metod od 90. let 20. století dosud. Nejvýraznějšími etruskými stavbami v lokalitě jsou postupně budovaná tři pohřebiště s mohylami, stavěnými z kamenných kvádrů, krytými hliněným náspem, s vnitřními prostorami a chodbami. Nejbohatší poklady byly ukryty v nich. Jsou to:
- Banditaccia – největší, nejvýše položený vrch v severozápadní části města, mohyly Tumulos, artefakty z doby 700–300 př. n. l.,
- Monte Abatone –
- Sorbo – leží na svahu stejnojmenného kopce

- Poklad etruských šperků V mohylách byla dosud identifikována desítka hrobek. Hrobky mají výraznou malovanou výzdobu a podle malovaných nápisů byly nazvány. Zatím nejvýznamnější nálezový soubor zlatých šperků pochází z hrobky Regolini-Galassi z 1. poloviny 7. století př. n. l., posloužil jako inspirace tvůrcům v období neoklasicismu a ve viktoriánské Anglii, např. římskému šperkaři Fortunatovi Piovi Castellanimu a jeho synům.

## Galerie

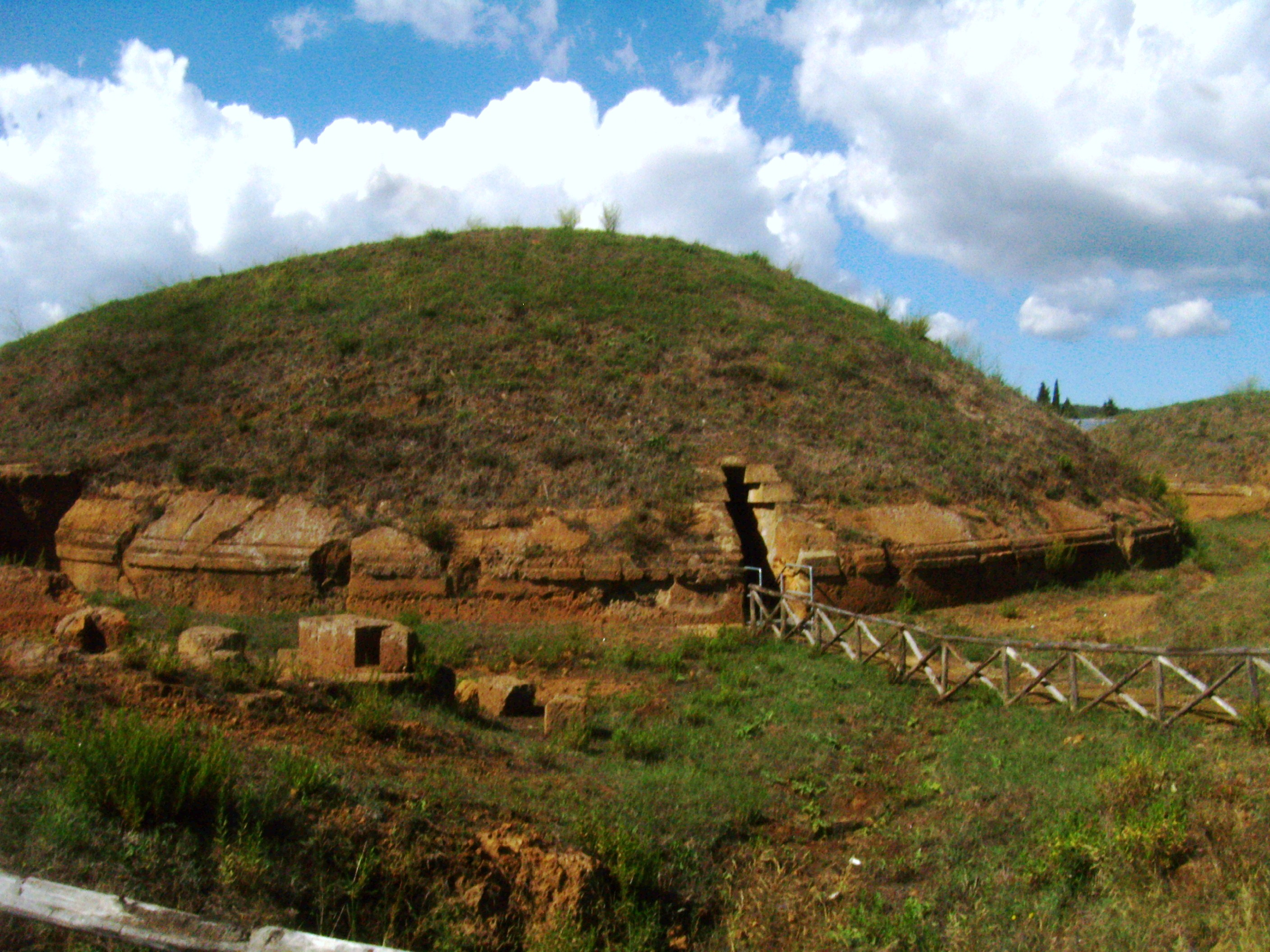
Banditaccia, mohyla Tumulos
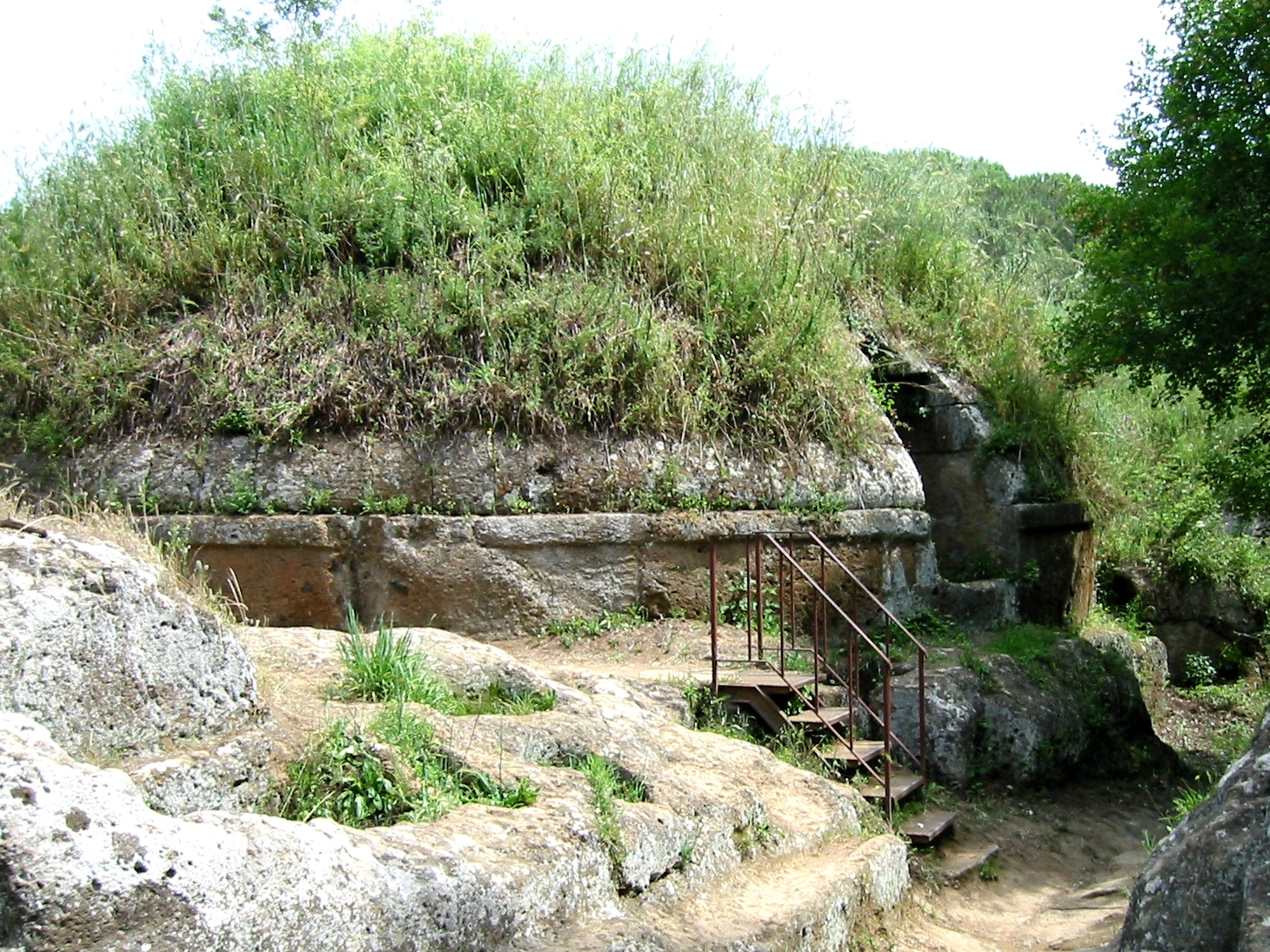
mohyla Tumulos
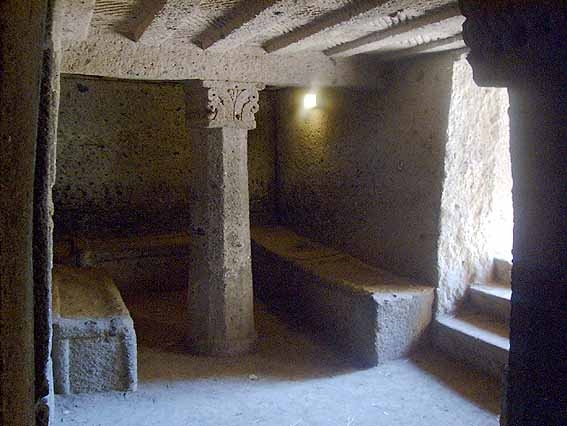
Banditaccia, interiér mohyly
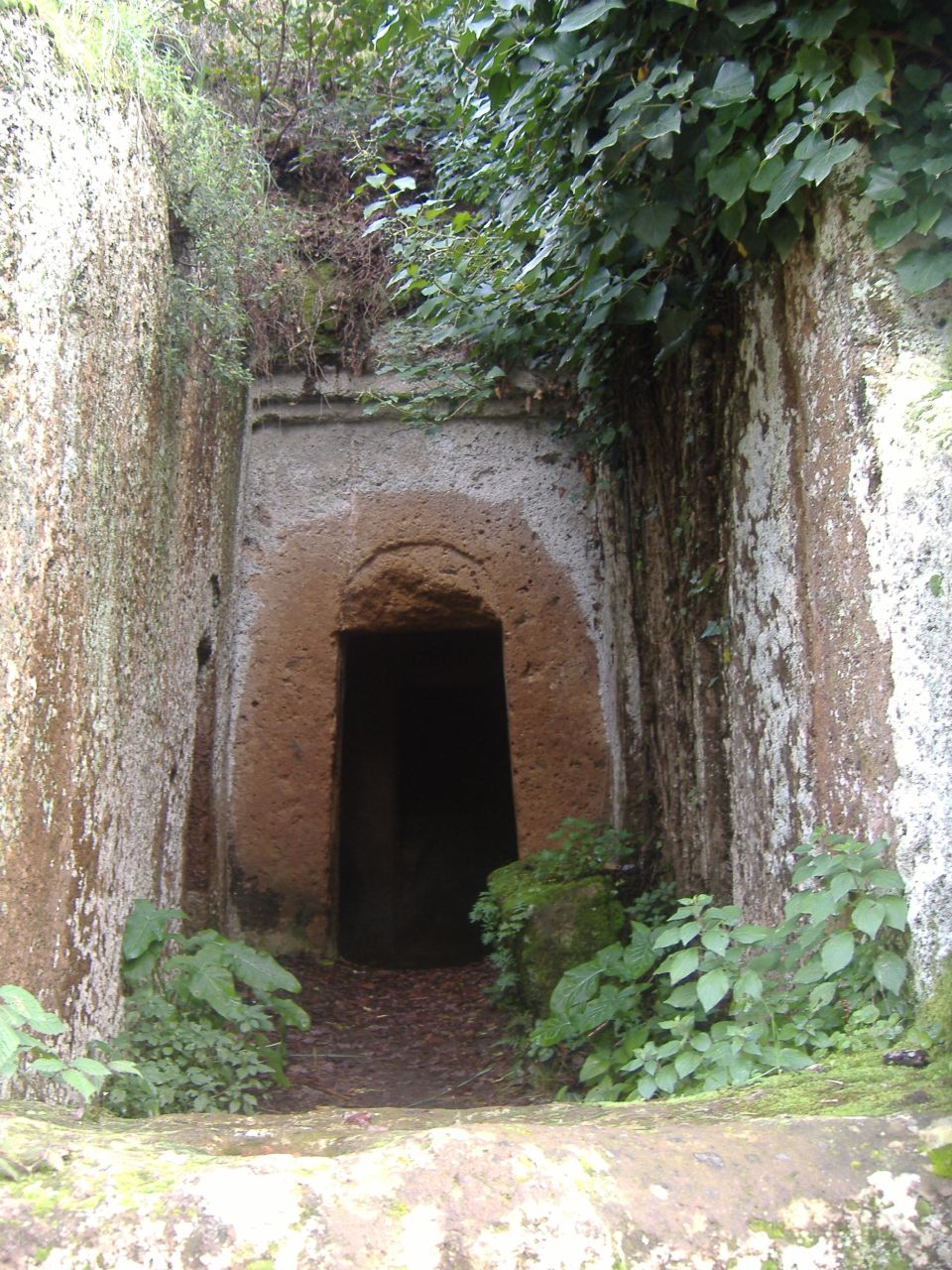
vchod do hrobky
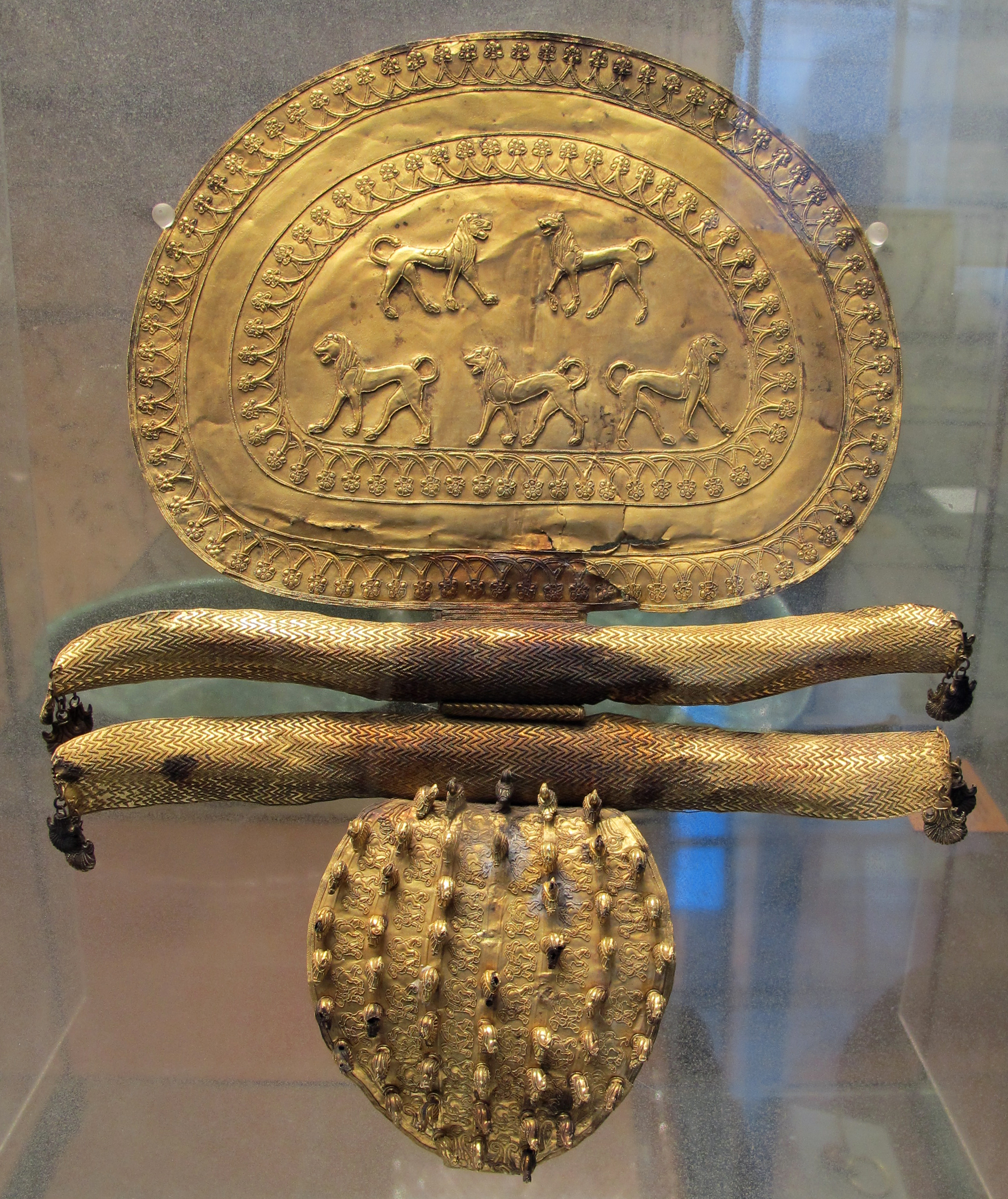
Šperky z hrobky Regolini-Galassi, 675-650 př. n. l.
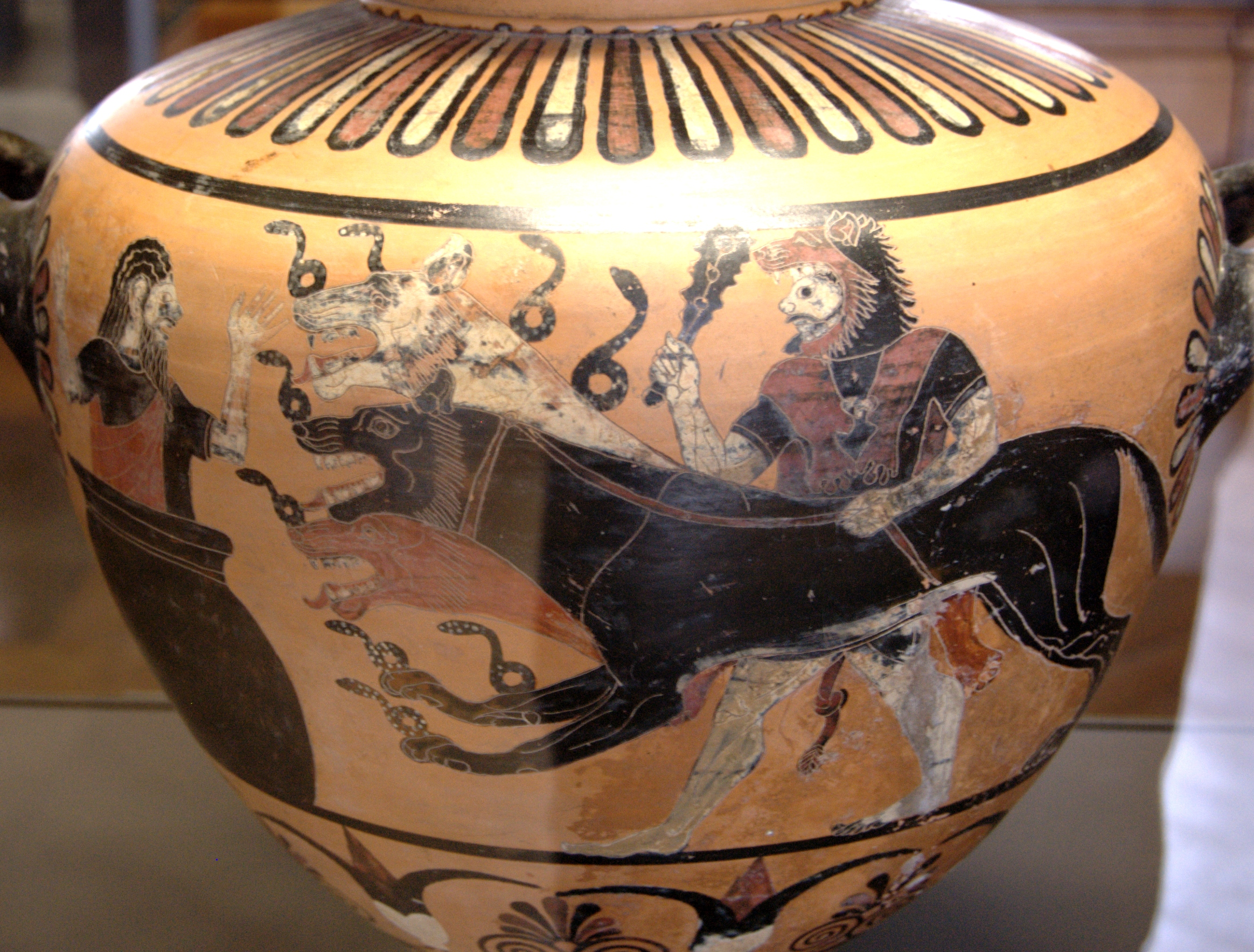
Váza s malbou Hérakla s cerberem